# 拒款运动
拒款运动又稱留法勤工儉學學生拒款運動，是1921年6月至8月留法勤工儉學的學生和在法華工為阻止中華民國北京政府向法國政府借款而發起的一場運動，是中國學生運動史上少有在法國舉辦的運動。
1921年6月初，中華民國北京政府打算向法國政府借款3億法郎用於購買軍火和援助中法實業銀行，並用中華民國的50年印花稅、验契税和滇渝鐵路修築權作為還款條件。消息傳出後，留法學生組建「拒款委員會」，發表拒款通告。6月30日，300多人在巴黎哲人廳召開第一次拒款大會。中法借款談判暫停，不久又恢復，政府借款總額增加至5億法郎。8月13日，第二次拒款大會在巴黎哲人廳召開。拒款委員會要求中華民國國駐法公使陳籙出席說明情況，陳籙派代表王曾思出席。王曾思在會上態度強硬，結果遭到毆打，被迫聲明決不會在中法借款協議上簽字。拒款委員會將王曾思的聲明發給中華民國各大報館和法國外交部。法國政府決定暫停借款談判。